# Lindneromyia
Lindneromyia is een geslacht van insecten uit de familie van de breedvoetvliegen (Platypezidae), die tot de orde tweevleugeligen (Diptera) behoort.

## Soorten
- L. abscondita (Snow, 1895)
- L. agarici (Willard, 1914)
- L. dorsalis (Meigen, 1804)
- L. flavicornis (Loew, 1866)
- L. hungarica Chandler, 2001
- L. maggioncaldai (Kessel, 1966)
- L. mogollonensis (Kessel and Kessel, 1966)
- L. pulchra (Snow, 1894)
- L. umbrosa (Snow, 1894)
- L. wheeleri (Kessel and Kessel, 1966)